# جی‌تی‌ای: سن آندریاس
اتومبیل‌دزدی بزرگ: سن آندریاس (به انگلیسی: Grand Theft Auto: San Andreas) که با نام اختصاری جی‌تی‌اِی: سن آندریاس یا مختصرتر جی‌تی‌اِی: سا (به انگلیسی: GTA: SA) نیز شناخته می‌شود، یک بازی اکشن ماجراجویی محصول سال ۲۰۰۴ است که توسط راک‌استار نورث توسعه یافته و به‌وسیلهٔ راک‌استار گیمز منتشر شده است. پس از اتومبیل‌دزدی بزرگ: وایس سیتی (۲۰۰۲) این بازی هفتمین عنوان از سری اتومبیل‌دزدی بزرگ به‌شمار می‌رود. داستان بازی در ایالت خیالی سن آندریاس جریان دارد و کارل «سی‌جی» جانسون را دنبال می‌کند که پس از قتل مادرش به خانه بازمی‌گردد و متوجه می‌شود که باند خیابانی قدیمی‌اش بخش عمده‌ای از قلمرو خود را از دست داده‌اند. در طول بازی، او تلاش می‌کند تا باند را بازسازی کند، با مقامات فاسد و جنایتکاران قدرتمند درگیر می‌شود و به تدریج حقیقت نهفته در قتل مادرش را کشف می‌کند.
بازی از دید سوم شخص انجام می‌شود و دنیای آن پیاده یا با وسیله نقلیه پیمایش می‌شود. طراحی جهان باز به بازیکن اجازه می‌دهد آزادانه در سان آندریاس، متشکل از سه کلان‌شهر لوس سانتوس، سن فیرو و لاس ونتوراس، که به ترتیب بر اساس لس آنجلس، سان فرانسیسکو و لاس وگاس ساخته شده‌اند، پرسه بزند. راک‌استار تحقیقاتی را در محل در هر شهر انجام داد و برای کمک به الهام‌گیری فرهنگ شهر از بومیان لس آنجلس با دی‌جی پو، استیون اوریول و میستر کارتون مشورت کرد. داستان بازی مبتنی بر چندین رویداد واقعی در لس آنجلس، از جمله رقابت باندهای خیابانی بلادز و کریپس، همه‌گیری کراک در دهه ۱۹۹۰، شورش‌های ۱۹۹۲ لس آنجلس و رسوایی رمپارت است. این بازی در اکتبر ۲۰۰۴ برای پلی‌استیشن ۲ و در سال ۲۰۰۵ برای ویندوز و ایکس‌باکس اورجینال منتشر شد. نسخه‌های پیشرفته در سال ۲۰۱۰ منتشر شدند و به دنبال آن نسخهٔ بازسازی‌شده در سال ۲۰۲۱ منتشر شد.
این بازی به دلیل شخصیت‌ها، روایت، طراحی جهان باز و وفاداری بصری مورد تحسین منتقدان قرار گرفت، اما واکنش‌های متفاوتی نسبت به طراحی مأموریت، مسائل فنی و به تصویر کشیدن نژادها داشت. زمانی که کشف مینی‌گیم «قهوه داغ» صحنه جنسی پنهانی را باز کرد، جنجال بزرگی ایجاد کرد. چندین نشریه بازی جوایز پایان سال را به این بازی اعطا کردند و همچنین از دید منتقدان، یکی از مهم‌ترین عناوین بازی‌های ویدئویی نسل ششم کنسول‌ها و از بهترین بازی‌هایی که تاکنون ساخته شده‌اند محسوب می‌شود. سن آندریاس پرفروش‌ترین بازی ویدئویی سال ۲۰۰۴ و پرفروش‌ترین بازی پلی‌استیشن ۲ شد و فروش آن به بیش از ۲۷٫۵ میلیون نسخه رسید. مدخل اصلی بعدی در این مجموعه، اتومبیل‌دزدی بزرگ ۴، در آوریل ۲۰۰۸ عرضه شد.

## روند بازی

بازی از دید سوم شخص انجام می‌شود و با استفاده از ماشین‌ها و وسایل نقلیه دیگر می‌توان در جهان باز آن پیمایش کرد.

اتومبیل‌دزدی بزرگ: سن آندریاس یک بازی اکشن-ماجراجویی است که از دید سوم شخص انجام می‌شود. در بازی، بازیکنان کارل «سی‌جی» جانسون جنایتکار را کنترل می‌کنند و مأموریت‌ها - سناریوهای خطی با اهداف تعیین‌شده - را برای پیشرفت در داستان کامل می‌کنند. در خارج از ماموریت‌ها، بازیکنان می‌توانند آزادانه در دنیای باز بازی پرسه بزنند و ماموریت‌های جانبی اختیاری را تکمیل کنند. حالت چند نفره به دو بازیکن اجازه می‌دهد تا در جهان پرسه بزنند. ایالت خیالی سن آندریاس که جهان باز را تشکیل می‌دهد، شامل سه کلان‌شهر است: لوس سانتوس، سن فیرو، و لاس ونتوراس. قفل شهرها با پیشرفت داستان باز می‌شوند. فرودگاه‌ها با استفاده از سفر سریع بین هر شهر امکان انتقال از راه دور را فراهم می‌کنند.: ۱  به صورت پراکنده در سراسر نقشه، می‌توان خانه‌های امن را برای ذخیره بازی و ذخیره وسایل نقلیه خریداری کرد.: ۲۰ 
بازیکنان می‌توانند بدوند، شنا کنند، از وسایل نقلیه برای حرکت در جهان استفاده کنند، و از حملات غوغا، سلاح گرم و مواد منفجره برای مبارزه با دشمنان استفاده کنند، از جمله توانایی استفاده از سلاح گرم دوگانه و انجام تیراندازی در حین رانندگی. اسلحه‌ها از دلالان اسلحه گرم محلی خریداری می‌شوند، از دشمنان مرده بازیابی می‌شوند و در سراسر جهان پراکنده می‌شوند. در نبرد از هدف‌گیری خودکار برای قفل کردن اهداف استفاده می‌شود.: ۴۲  اگر بازیکنان آسیب ببینند، می‌توان سلامت‌سنج آن‌ها را از طریق پیک‌آپ‌های سلامتی به‌طور کامل بازسازی کرد و از زره بدن برای جذب شلیک گلوله و آسیب‌های انفجاری استفاده کرد. بازیکنان زمانی که سلامتی آنها تمام می‌شود دوباره در بیمارستان‌ها ظاهر می‌شوند.: ۱۰۰  اگر بازیکنان مرتکب جنایت شوند، مجریان قانون ممکن است همان‌طور که توسط هاد «تحت تعقیب» در گوشهٔ صفحه نشان داده می‌شود، پاسخ دهند. ستاره‌های نمایش داده شده روی هاد نشان دهنده سطح فعلی است. در سطح حداکثر شش ستاره، هلیکوپترهای پلیس و ارتش به دنبال بازیکنان فرستاده می‌شوند.: ۱  افسران به دنبال بازیکنانی می‌گردند که به مشخصات ظاهری معلومی در جلوی چشم آنها باشند. هنگامی که بازیکنان از دید افسران پنهان می‌شوند، درجهٔ هاد به‌مرور کم شده و در نهایت از بین می‌رود.: ۲۹  این بازی دارای بیش از ۱۸۰ وسیله نقلیه از جمله اتومبیل، موتور سیکلت، هواپیما، قایق و خهپاد است: ۶–۱۱  و اکثر آنها را می‌توان با تغییراتی مانند نصب هیدرولیک، موتورهای اکسید نیتروژن و سیستم صوتی مورد استفاده قرار داد.: ۲۰۱–۲۰۴ 

بازیکنان می‌توانند با اعضای گروه‌های دشمن مبارزه کنند تا قلمرو خود را به دست آورند.

در جهان، بازیکنان می‌توانند با حمله به اعضای باند رقیب برای قلمرو بجنگند. قلمرو زمانی برنده می‌شود که بازیکنان از سه موج پاسخ به حملات دشمن جان سالم به در ببرند. سرزمین‌های به دست آمده در آماج حملات دوره‌ای باندهای دشمن قرار می‌گیرند - باید با موفقیت از آنها دفاع کرد و در غیر این صورت، از دست خواهند رفت.: ۱۹۶  در حین پرسه زدن آزاد در جهان، بازیکنان ممکن است در فعالیت‌هایی مانند سرقت، آتش‌نشانی، دلال‌بازی، تاکسی‌رانی و ماموریت‌های پلیسی شرکت کنند.: ۱۷۶–۱۸۰  تکمیل این مراحل به بازیکنان پاداش نقدی می‌دهد؛ که می‌تواند برای لوازم جانبی، لباس، مدل مو و خالکوبی سی‌جی خرج شود - عناصر نقش‌آفرینی جدید برای مجموعه. متعادل کردن غذا و فعالیت بدنی بر ظاهر و ویژگی‌های فیزیکی سی‌جی تأثیر می‌گذارد. خوردن و ورزش سلامتی را حفظ می‌کند، در حالی که از دست دادن عضلات، اثربخشی مبارزه را کاهش می‌دهد سه سبک مبارزه تن به تن—بوکس، کیک‌بوکسینگ و هنرهای رزمی ترکیبی در باشگاه‌های بدنسازی هر شهر آموزش داده می‌شود.: ۱۴۴–۱۴۵ : ۳۱  بازی احترام دوستان سی جی را دنبال می‌کند که با توجه به اعمال و ظاهر او متفاوت است.: ۱  همچنین مهارت‌های به دست آمده مانند رانندگی، حمل سلاح گرم، ظرفیت ریه، ماهیچه‌ها و استقامت، که قفل مکانیک‌های اضافی بازی را باز می‌کند، ردیابی می‌شوند.: ۴  بازیکنان می‌توانند با شش دختر مختلف قرار بگذارند و آنها را به شام، نوشیدنی یا رقص ببرند.: ۲۰۰–۲۰۱ 

## داستان
در سال ۱۹۹۲ کارل جانسون (یانگ مای لای) به‌خاطر تماسی از برادرش سوییت مبنی بر این که مادرش مرده است بعد از پنج سال به شهر خود، لوس سانتوس بازمی‌گردد. وقتی کارل به خانه می‌رسد توسط تیم C.R.A.S.H به رهبری افسر فرانک تنپنی (ساموئل ال. جکسون) و همکارانش دستگیر می‌شود. سپس آنها کارل را متهم به قتل افسر پندلبری (در داستان بازی حضور ندارد) می‌کنند و او را مجبور می‌کنند تا برایشان کار کند. کارل به خانه برمی‌گردد و وقتی وارد خانه می‌شود با دیدن عکس مادرش یاد گذشته تلخ خود می‌افتد. در این هنگام بیگ اسموک (کلیفتون پاول) یکی از دوستان او که در خانه او زندگی می‌کند به طرفش حمله می‌کند و وقتی متوجه می‌شود که او کارل است خوشحال می‌شود و با هم تصمیم می‌گیرند که قاتل مادر کارل را پیدا کنند. سپس کارل به همراه اسموک به مراسم خاکسپاری مادرش می‌رود. در این حین، کارل متوجه می‌شود که باندشان «خانواده گروو استریت» که قبلاً توسط کارل و دوستانش تأسیس شده بود، بعد از رفتن کارل از لوس سانتوس، دچار فروپاشی شده و اعضای آن از هم جدا شده‌اند و دیگر مانند قبل در شهر قدرتی ندارد و قدرت به‌دست باندهای رقیبشان یعنی بالاس و واگوس افتاده است. سپس کارل با کمک سوییت (فایزون لاو)، رایدر (ام‌سی ایت) و اسموک دوباره باندشان را سرپا می‌کند. بعد از مدتی اوجی لوک (یکی از اعضای قدیمی باند از زندان آزاد می‌شود و از کارل می‌خواهد که او را یک شب تبدیل به یک خواننده رپ بکند و در همین حین کارل مجبور می‌شود کتاب شعرهای مد داگ که یک رپر معروف در لوس سانتوس است را بدزدد و مدیربرنامه‌های او را بکشد. سپس افسر تنپنی با کارل تماس می‌گیرد و او را مجبور می‌کند تا برایش چند مأموریت انجام دهد. در ادامه کارل از طریق دوست پسر خواهرش، سیزار ویلپاندو (کلیفتن کالینز جونیور)، متوجه می‌شود که اسموک و رایدر به او و سوییت خیانت کرده‌اند و آنها برای افسر تنپنی کار می‌کنند، همچنین مادر کارل به دستور تنپنی و اسموک توسط بالاس‌ها با ماشین سبز رنگی (Green Sabre) به قتل رسیده است. در همین حین سوییت، در درگیری با بالاس‌ها تیر می‌خورد و کارل به کمک او می‌رود اما کمی بعد پلیس سر می‌رسد.
افسر تنپنی، سوییت را به بیمارستان زندان می‌فرستد ولی کارل را بعد از دستگیری به یک روستای دورافتاده به نام آنجل پین می‌فرستد تا شاهدی که قرار است علیه فسادگری تیم C.R.A.S.H در دادگاه شهادت بدهد را بکشد. سپس افسر تنپنی از یک هیپی به نام تروث (پیتر فوندا) موادمخدر می‌خرد و کارل را مجبور می‌کند تا پول آن را بدهد. کارل از طریق سیزار با دخترعموی او یعنی کاتالینا آشنا می‌شود و با کمک او از چند جا دزدی می‌کنند تا پول تروث را آماده کند. مدتی بعد به همراه تروث به شهر سن فیرو می‌رود و با کمک سیزار یک گاراژ در این شهر سرپا می‌کند. در ادامه کارل از طریق سیزار متوجه می‌شود که اسموک و رایدر با یک باند قاچاقچی موادمخدر در سن فیرو در تجارت مواد شریک شده‌اند. کارل با کمک سیزار و دوستش وو زی مو (جیمز یاگاشی) رهبر تثلیث چینی رد یکی از اعضای باند به نام جیزی‌بی را می‌زد که صاحب بزرگ‌ترین کلوپ شبانه در سن فیرو است و سعی می‌کند برایش کار کند تا اعتمادش را جلب کند. سپس کارل با سردسته باند یعنی تی‌بون مندز آشنا می‌شود و متوجه می‌شود که شریکش مایک تورینو (جیمز وودز) در خطر افتاده است و به او کمک می‌کند تا مایک را نجات دهد. در ادامه کارل متوجه می‌شود که رایدر برای معامله می‌خواهد به سن فیرو بیاید. سپس کارل جیزی را می‌کشد و با استفاده از تلفن او مکان معامله را پیدا می‌کند و با کمک وو زی به آنجا حمله می‌کند و رایدر و تی‌بون را می‌کشد اما موفق به کشتن مایک نمی‌شود. در ادامه کارل با کمک وو زی کارخانه تولید موادمخدر اسموک را نابود می‌کند. همه چیز به خوبی پیش می‌رود تا اینکه یک روز کارل تماسی از یک فرد ناشناس دریافت می‌کند. آن فرد ناشناس به کارل می‌گوید که اطلاعاتی دربارهٔ برادرش در زندان دارد که اگر قبول کند تا برایش کار کند، برادرش را به زودی از زندان آزاد خواهد کرد، در غیر این صورت برادرش را می‌کشد. کارل وقتی پیش آن فرد ناشناس می‌رود متوجه می‌شود مایک تورینو صاحب آن صدای ناشناس است. مایک تورینو در واقع یک مأمور دولتی بوده که برای جاسوسی با تی‌بون شریک شده بود. مایک تورینو در ازای آزادی برادر کارل، از او می‌خواهد تا در انجام چند کار به او کمک کند. بعد از انجام مأموریت‌های مایک تورینو کارل از طرف وو زی پیشنهادی دریافت می‌کند.
وو زی به کارل می‌گوید که در شهر لاس ونتوراس یک کازینو به نام کازینو چهار اژدها تأسیس کرده که مافیا چوب لای چرخش گذاشته و نمی‌گذارد به تجارتش ادامه دهد و از کارل می‌خواهد به او کمک کند تا از کازینو مافیا سرقت کند، درعوض به او بخشی از کازینو را می‌دهد. کارل هم به شهر لاس ونتوراس می‌رود و به وو زی کمک می‌کند. کارل از طریق تروث با پاول، مکر و کن رزنبرگ آشنا می‌شود که کازینو مافیا را اداره می‌کنند. سپس برای آنها کار می‌کند تا اعتمادشان را جلب کند. اما کارل متوجه می‌شود که آنها به اجبار مافیا کازینو را اداره می‌کنند. در همین حین کارل با کمک وو زی مقدمات سرقت را آماده می‌کند. سپس سالواتوره لئونه رئیس کازینو مافیا از شهر لیبرتی سیتی به لاس ونتوراس می‌آید تا دشمنانش را نابود کند. کارل هم از فرصت استفاده می‌کند و با کار کردن برای سالواتوره اعتماد او را جلب می‌کند. در همین حین افسر تنپنی هم کارل را مجبور می‌کند تا برایش چند مأموریت انجام دهد. سپس افسر تنپنی کارل را به یک روستا متروکه می‌کشاند و در آنجا به افسر پولاسکی دستور می‌دهد کارل و افسر هرناندز را بکشد و خودش هم از آنجا می‌رود. اما افسر پولاسکی موفق نمی‌شود کارل را بکشد و سعی می‌کند فرار کند که کارل او را می‌کشد. در ادامه کارل با مدداگ روبرو می‌شود که می‌خواهد خودش را از بالای ساختمان پرت کند. اما موفق نمی‌شود و کارل او را نجات می‌دهد و به کمپ ترک اعتیاد می‌برد. سپس کارل متوجه می‌شود که سالواتوره از لاس ونتوراس خارج شده و بعد از خارج کردن کن رزنبرگ و دوستانش با کمک وو زی و دوستان دیگرش از کازینو مافیا سرقت می‌کنند. در ادامه مدداگ از کمپ اعتیاد در می‌آید و کارل متوجه می‌شود که کاخ مدداگ را یک قاچاقچی موادمخدر به نام بیگ پاپا تصرف کرده و کارل به همراه مدداگ بعد از مدت‌ها به لوس سانتوس برمی‌گرددند و کارل با کمک وو زی کاخ مدداگ را پس می‌گیرد و بیگ پاپا را می‌کشد. سپس مایک تورینو با کارل تماس می‌گیرد و بعد از اینکه کارل پیش مایک تورینو می‌رود متوجه می‌شود برادرش از زندان آزاد شده است. پس از آزادی سوییت، کارل و سوییت متوجه می‌شوند که در مدتی که سوییت در زندان بوده خانواده گروو استریت دوباره ضعیف شده و در حال فروپاشی است. پس با کمک همدیگر تصمیم می‌گیرند تا مبارزه کنند و قدرت را به خانواده گروو استریت برگردانند. بعد از تلاش‌های این دو برادر و قدرتمند شدن دوباره خانواده گروو استریت، سوییت مخفیگاه اسموک را پیدا می‌کند و به همراه کارل به سراغ او می‌روند. اما کارل سوییت را متقاعد می‌کند و به تنهایی به سراغ اسموک می‌رود و او را می‌کشد. سپس افسر تنپنی به سراغ کارل می‌آید و او را مجبور می‌کند پول‌های اسموک را در کیف بگذارد و به او بدهد. سپس افسر تنپنی با یک ماشین آتش‌نشانی تصمیم می‌گیرد از شهر فرار کند و سوییت هم از نرده ماشین آویزان می‌شود تا او نتواند فرار کند. کارل هم افسر تنپنی را تعقیب می‌کند و در نهایت سوییت را نجات می‌دهد و افسر تنپنی هم تعادلش را از دست می‌دهد و از پل گروو استریت سقوط می‌کند و می‌میرد.

## توسعه
راک‌استار نورث پس از انتشار اتومبیل‌دزدی بزرگ: وایس سیتی در اکتبر ۲۰۰۲، توسعه سن آندریاس را آغاز کرد. داشتن دو سال توسعه، در مقابل یک سال برای وایس سیتی، به تیم فرصت بیشتری برای آزمایش و ارزیابی مجدد بازی‌های قبلی داد. لسلی بنزیه تهیه‌کننده امیدوار بود سن آندریاس سری اتومبیل‌دزدی بزرگ را دوباره تعریف کند و «انقلابی در ارزش‌های تولید بازی‌های ویدئویی و گیم پلی جهان باز ایجاد کند». جنگجویان از راک‌استار گیمز که قرار بود در سال ۲۰۰۴ منتشر شود، تا سال ۲۰۰۵ به تعویق افتاد تا منابع اضافی را در اختیار سن آندریاس قرار دهد. بودجه سن آندریاس کمتر از ۱۰ میلیون دلار آمریکا بود.
حداقل گردش مالی راک‌استار نورث از زمان توسعه اتومبیل‌دزدی بزرگ (۱۹۹۷) به آنها امکان آشنایی با این سری را داد.: ۵۷  برخی از توسعه دهندگان نگران شرایط کار در راک‌استار در طول توسعه سن آندریاس بودند زیرا نتوانستند پس از وایس سیتی استراحت کافی داشته باشند. برنامه‌نویس گری فورمن می‌ترسید که شرکت وارد یک «مشکل دائمی» شده باشد، زیرا برخی از توسعه‌دهندگان ۱۷ ساعت در روز کار می‌کنند.: ۱۳۸  برخی پس از اختلاف نظر با رئیس راک‌استار سام هاوسر در مورد شرایط کاری، کنار رفتند: ۱۳۹–۱۴۱، ۱۶۰  و یک کارمند کهنه‌کار در اعتراض به تصویر آمریکایی‌های آفریقایی‌تبار و آنچه که او لحن غم‌انگیزتر و استثمارگرانه‌تر در خروجی راک‌استار، به ویژه بازی قبلی سن آندریاس و شکارچی انسان (۲۰۰۳) می‌دانست، استعفا داد.: ۱۶۷ 

### تحقیق و طراحی جهان آزاد
ما لس آنجلس، کل فضای گروه‌بازی و فرهنگ خیابانی را دوست داریم. آن زمان [اوایل دهه ۹۰] در لس آنجلس بسیار مهم است و ما مدت‌ها پیش می‌دانستیم که فرنچایز باید به آنجا برسد. ما ساحل شرقی را در جی‌تی‌ای ۳ انجام داده بودیم، و سپس میامی دهه ۸۰ را با وایس سیتی انجام دادیم؛ بنابراین رفتن به لس آنجلس در اوایل دهه ۹۰ برای ما مکانی واضح به نظر می‌رسید.

دن هوسر، در مصاحبه با الکترونیک گیمینگ مانثلی در ژانویه ۲۰۰۵
شهرهای سن آندریاس از مکان‌های واقعی الهام گرفته شده‌اند: لوس سانتوس از لس آنجلس، سن فیرو از سان فرانسیسکو و لاس ونتوراس از لاس وگاس.: ۴۴  در اوایل توسعه، تیم برای تحقیق و عکاسی به هر شهر سفر کرد؛: ۶۱ : ۴۰  از جمله قلمرو باندهای لس آنجلس، که مدیر هنری آرون گاربوت احساس می‌کرد که گرفتن آن بدون تجربه دست اول دشوار است. تیم تحقیقاتی راک‌استار مستقر در نیویورک هزاران عکس و ویدیو گرفت.: ۶۱  مساحت جهان ۳۶ کیلومتر مربع (۱۴ مایل مربع)، حدود چهار تا شش برابر بزرگتر از اتومبیل‌دزدی بزرگ ۳ و وایس سیتی بود.: ۴۴  هر شهر در سن آندریاس تقریباً به اندازه کل وایس سیتی است. گاربوت در آشنایی با نقشه سن آندریاس به نسبت پیشینیان خود با مشکل بیشتری مواجه بود.: ۶۱  تیم می‌خواست همه عناصر - از جمله بسته‌بندی و بازاریابی - یک موضوع ثابت داشته باشند تا اطمینان حاصل شود که بازیکنان احساس می‌کنند با هم مرتبط هستند.: ۴۷ 
بنزیه احساس کرد که رابطه سازنده با بومیان لس‌آنجلس، استوان اوریول، مستر کارتون و دی‌جی پو به تقلید از فرهنگ خیابانی دهه ۱۹۹۰ شهر کمک کرده است. این تیم می‌خواست اطمینان حاصل کند که جهان نه خیلی «شهر اسباب‌بازی» و نه خیلی دقیق به نظر نمی‌رسد و برای شهر به دنبال «عمق» مقداری بیش از کم بودند. گاربوت می‌خواست بازیکنان «احساس کنند [آنها] می‌توانند در هر نقطه توقف کنند و چیزهای جدیدی کشف کنند». مکان‌های درون بازی از مناطق واقعی الهام گرفته شده‌اند، برای مثال حومهٔ لوس سانتوس از کامپتن، کالیفرنیا و پل‌های سن فیرو از پل گلدن گیت الهام گرفته‌اند. تیم مشتاق به گنجاندن کوه‌ها، جنگل‌ها و بیابان‌ها برای اولین بار در این مجموعه بودند. تپه‌های سن فیرو، نمایندهٔ سان فرانسیسکو در نظر گرفته شده بود تا تمرکز را به سمت گیم‌پلی وسایل نقلیه جلب کند: ۴۵  و رانندگی در حومه شهر از دیدگاه فنی از اسمگلرز ران (۲۰۰۲) راک‌استار الهام گرفته شده است.: ۴۲  تهیه‌کننده و یکی از نویسندگان، دن هوسر احساس می‌کرد که بازگشت به لوس سانتوس در سومین و آخرین گام روایت به بازیکنان اجازه می‌دهد تا آن را متفاوت ببینند.: ۱۲۲ 
سن آندریاس با استفاده از موتور بازی رندِروِر ساخته شده است.: ۷۴  پایپ‌لاین گرافیک آن برای افزایش گرافیک و وسعت بازنویسی شد که اجازه می‌دهد ۳۵ تا ۵۰٪ پولیگان بیشتر روی صفحه نمایش داده شود: ۷۴  و همچنین با انعکاس زمان واقعی و نورپردازی حجمی و مدل‌های سه‌بعدی منحصر به فرد برای روز و شب کمک کند.: ۴۵  طبق گفته گاربوت، جهان با حدود ۱۶ هزار شیء و ساختمان منحصر به فرد ساخته شده است.: ۶۱  چندین مدل یک مدل با جزئیات کم را به اشتراک می‌گذارند، که به آنها اجازه می‌دهد تا زمانی که بازیکنان نقشه را طی می‌کنند، به جای قطع شدن توسط صفحه بارگیری به سبک وایس سیتی، بارگذاری شوند.: ۱۲۲  بافت‌ها با وضوح بالا ایجاد شدند و برای پلت‌فرم‌هایی که قادر به مدیریت آن‌ها نبودند، کوچک شدند. سیستم‌های بازسازی شده به مجموعه‌های مختلف نور برای روز و شب کمک می‌کنند. فیزیک رانندگی با در نظر گرفتن مناطق بازتر دوباره کار شد. شکارچی آدم الهام بخش عناصر مخفیانه سن آندریاس،: ۴۹  و همین‌طور عناصر «فیزیکی» بازی که با فرمول جهان‌باز از آن بازی اقتباس شده بود، به حساب می‌آمد. پیشرفت‌های اسکریپت اجازه می‌داد ویژگی‌های گیم‌پلی غیرقابل دسترس در نسخه‌های قبلی، مانند بازی‌های کازینو، امکان‌پذیر باشند.

### طراحی داستان و شخصیت‌ها
چندین رویداد تاریخی بر روایت تأثیر گذاشتند، از جمله رسوایی رمپارت در اداره پلیس لس آنجلس، همه‌گیری کراک در دهه ۱۹۹۰، شورش‌های ۱۹۹۲ لس‌آنجلس و رقابت بین باندهای خیابانی بلادز و کریپس. سم هوسر گفت که مجذوب ظواهر باندهای خیابانی شده و از رفتار آنها وحشت کرده است. نویسندگان به دنبال آن بودند که خشونت گروهی را بدون تمجید از آن به‌طور دقیق به تصویر بکشند.: ۵۴  دی‌جی پو برای نوشتن بازی از دیدگاه آمریکایی استخدام شد.: ۱۸۹  روایت متأثر از فیلم‌های سینمای آمریکا بود. دن هاوسر گفت که تیم «صدها فیلم برای به دست آوردن حال و هوای کالیفرنیا» تماشا کردند. سازندگان به پسرا تو محله (۱۹۹۱)، رنگ‌ها (۱۹۸۸) و تهدیدی برای جامعه (۱۹۹۳) به عنوان الهام‌بخش روایی اشاره کردند و مکان‌ها را با فیلم‌های مختلف مقایسه کردند: حومهٔ شهر به بازماندگان (۱۹۷۲)، سن فیرو به بولیت (۱۹۶۸)، و لاس ونتوراس به کازینو (۱۹۹۵) اشاره داشت.: ۷۷  روزنامه‌نگاران به فیلم‌های دیگری مانند عزت (۱۹۹۲) و نیو جک سیتی (۱۹۹۱) اشاره کردند.
در حالی که داستان‌ها تا حد زیادی بی‌ارتباط هستند، سن آندریاس یک سه‌گانه را به پایان رساند که با اتومبیل‌دزدی بزرگ ۳ شروع شد و به راک‌استار اجازه داد تا دهه‌های ۱۹۸۰ (وایس سیتی)، ۱۹۹۰ (سن آندریاس) و اوایل دههٔ ۲۰۰۰ (۳) را بررسی کند. این تیم در دههٔ ۱۹۹۰ در رابطه با اخبار و موسیقی احساس کرد که «توجه جهان به کالیفرنیا بود» و این به‌خوبی در بازی ترجمه شد.: ۷۷  دن هوسر گفت که هدف طنز بازی مصرف‌گرایی «عجیب گسترده‌تر» و فیلم‌های اکشن آمریکایی است. او خاطرنشان کرد که نویسندگان سعی کردند از طنز یکدیگر پیشی بگیرند. وی افزود «تیم می‌خواست به بازیکنان اجازه دهد تا در انتخاب خود آزاد باشند و در عین حال علاقهٔ خود را به داستان حفظ کنند». این بازی دارای بیش از ۴۰۰ بازیگر سخنگو و بیش از ۶۰ هزار خط دیالوگ است، از جمله بیش از ۷٬۷۰۰ خط برای سی‌جی. این بازی رکورد جهانی گینس را برای بزرگ‌ترین بازیگران صوتی بازی ویدیویی با ۸۶۱ بازیگر معتبر شکست. شخصیت‌های غیربازیکن، برخلاف دیالوگ‌های حوالی ده دقیقه در وایس سیتی هر کدام حدود یک ساعت دیالوگ داشتند.: ۷۱ 
سم هوسر به دنبال یک بازیگر ناشناس برای سی‌جی بود زیرا متوجه شد که بازی ری لیوتا در نقش تامی ورستی در وایس سیتی به دلیل آشنایی با کارهای قبلی لیوتا نوعی «تضاد» با آنها دارد. او تصمیم گرفت که افراد مشهور را در نقش‌های فرعی مانند جکسون در نقش تنپنی انتخاب کند و احساس کرد که ناشناختگی یانگ مای لای در این صنعت باعث شده است که سی‌جی احساس «بسیار بسیار انسانی» کند. راک‌استار پس از شنیدن صحبت‌های او با دی‌جی پو، از مای لای جوان خواست که تست بازیگری بدهد. او چند هفته پس از تست بازیگری برای این نقش انتخاب شد و این اولین بازی او در بازیگری بود.: ۴۱  او احساس کرد که توسعه‌دهندگان به او آزادی داده‌اند تا شخصیت خود را در سی‌جی وارد کند. هدف آن‌ها این بود که سی‌جی «انسانی‌ترین» شخصیت‌شان باشد و اطمینان حاصل کنند که او «شدیدترین داستان اطرافش» را دارد تا به بازیکنان امکان شناسایی را بدهد.: ۵۴  دی‌جی پو، سی‌جی را به لحاظ تعصب شدیدش به خانواده و توانایی «خونسرد شدن» در مواقع لزوم با توپاک شکور مقایسه کرد.: ۴۹  این تیم احساس کرد که توانایی تنظیم وزن سی‌جی به بازیکنان کمک می‌کند تا احساس کنند اقدامات آنها می‌تواند عواقبی داشته باشد. دن هوسر احساس می‌کرد که قابلیت شخصی‌سازی سی‌جی به بازیکنان اجازه می‌دهد تا بهتر با شخصیت‌ها ارتباط برقرار کنند.: ۵۰  تمرکز بر چندین جامعه به دلیل تنوع اقلیمی ساحل غربی در دههٔ ۱۹۹۰ انجام شد.

### موسیقی
راک‌استار برای ساخت موسیقی متن با اینترسکوپ رکوردز همکاری کرد. رادیو درون بازی دارای یازده ایستگاه رادیویی با بیست دی‌جی - از جمله اکسل رز، چاک دی، و جرج کلینتون (موسیقی‌دان) - و بیش از سه برابر تعداد آهنگ‌های مجاز و تبلیغات اصلی در جهان نسبت به اتومبیل‌دزدی بزرگ ۳ است. ویژگی‌های رادیو بازنگری شد. به جای حلقه صداها، هر ایستگاه پویا شد و امکان ترتیب تصادفی آهنگ، پیش‌بینی دقیق آب و هوا و اعلان‌های خبری مرتبط با داستان را فراهم کرد. مایکل هانتر موسیقی تم اصلی بازی را نوشته است. اینترسکوپ دو آلبوم برای بازی منتشر کرد: یک آلبوم دو دیسک در نوامبر ۲۰۰۴، و یک جعبه هشت دیسک در دسامبر همان سال. نسخه‌های پس از پلی‌استیشن ۲ این بازی، یک ایستگاه رادیویی اضافی اضافه کردند که از یک موسیقی متن سفارشی و وارداتی توسط کاربر پشتیبانی می‌کند.

## انتشار و ارتقاء
در اکتبر ۲۰۰۳، شرکت مادر راک‌استار، تیک-تو اینتراکتیو اعلام کرد که بازی بعدی اتومبیل‌دزدی بزرگ در سه‌ماهه سوم سال ۲۰۰۴ منتشر خواهد شد و پس از ثبت اختراع جی‌تی‌ای: سن آندریاس در دسامبر، حدس و گمان‌هایی را برانگیخت. راک‌استار این بازی را در مارس ۲۰۰۴ اعلام کرد و قرار بود در ۱۹ و ۲۲ اکتبر به ترتیب در آمریکای شمالی و اروپا منتشر شود. اولین جزئیات و نماگرفت‌ها در نمایشگاه رسانه و تجارت ای۳ در ماه مه همراه با یک داستان جلد در گیم اینفورمر منتشر شد و پس از آن کاور آرت در ماه ژوئیه منتشر شد. وبگاه رسمی راک‌استار اولین تریلر را در ماه اوت و دومین تریلر را در سپتامبر عرضه کرد. در سپتامبر، تیک-تو تأخیر بازی را تا ۲۶ و ۲۹ اکتبر در آمریکای شمالی و اروپا اعلام کرد و نشان داد که بازی در اوایل سال ۲۰۰۵ برای ویندوز منتشر خواهد شد. راک استار در اواخر سال ۲۰۰۴ تبلیغاتی را برای سن آندریاس در سراسر جهان سفارش داد که یکی از آنها در ملبورن در سال ۲۰۲۰ تا حدی قابل مشاهده بود.
در اکتبر ۲۰۰۴، نسخهٔ اولیهٔ بازی توسط هکرها فاش شد. راک‌استار اظهار داشت که «به‌شدت این موضوع را پیگیری خواهد کرد» و درخواست اطلاعات کرد. این بازی در اکتبر ۲۰۰۴ برای پلی‌استیشن ۲ منتشر شد. نسخهٔ ویژه‌ای برای پلی‌استیشن ۲ در ۸ اکتبر ۲۰۰۵ منتشر شد که شامل اولین فیلم مستند «راننده یکشنبه» راکستار است که دربارهٔ یک باشگاه اتومبیل‌رانی لورایدر در کامپتون است. این نسخه همچنین شامل فیلم کوتاه معرفی، یک ویدیوی درون موتوری که قبلاً روی یک دی‌وی‌دی همراه با موسیقی متن بازی ارائه شده بود، می‌باشد. این ویدیوی ۲۱ دقیقه‌ای وقایع منتهی به سن آندریاس را با حضور سی‌جی، سوئیت، بیگ اسموک، رایدر و تنپنی شرح می‌دهد. گیم‌اسپات این فیلم را به طرفداران سری پیشنهاد داد. کریس از آی‌جی‌ان از صداپیشگی لذت برد، اما روایت را غیرقابل قبول دانست و احساس کرد که فیلم به‌تنهایی ارزش خرید نسخهٔ ویژه را ندارد. کپ‌کام بازی را در ۲۵ ژانویه ۲۰۰۷ در ژاپن منتشر کرد.
نسخهٔ فارسی این بازی دو بار در سال‌های ۱۳۸۵ و ۱۳۸۶ در ایران منتشر شده است. ناشر اول، دیالوگ‌ها را کاملاً دوبله کرده و ناشر دوم، با استفاده از همان صدای دوبلهٔ قبلی، مدل ماشین‌های ایرانی را جایگزین ماشین‌های اصلی کرده است.

## بازتاب‌ها

### منتقدان
| گردآورنده | امتیاز |
| --------- | ------ |
| متاکریتیک | ۹۵/۱۰۰ |

| ناشر                    | امتیاز  |
| ----------------------- | ------- |
| الکترونیک گیمینگ مانثلی | ۱۰/۱۰   |
| یوروگیمر                | ۹/۱۰    |
| گیم اینفورمر            | ۱۰/۱۰   |
| گیم رولیشن              | A       |
| گیم‌اسپات                | ۹٫۶/۱۰  |
| گیم‌اسپای                | ۱۰۰/۱۰۰ |
| آی‌جی‌ان                  | ۹٫۹/۱۰  |
| پال‌جی‌ان                 | ۹/۱۰    |

بر اساس گزارش گردآورنده نقد متاکریتیک، اتومبیل‌دزدی بزرگ: سن آندریاس «تحسین جهانی» را از سوی منتقدان دریافت کرد. این بازی پنجمین بازی پلی‌استیشن ۲ با رتبه بالا است. دانیل داوکینز از پی‌اس‌ام۲ آن را پس از افسانه زلدا: اوکارینای زمان (۱۹۹۸) «کامل‌ترین، منحصر به فرد‌ترین جهان در تاریخ کنسول» و «بهترین بازی کنسول سرگرمی که می‌تواند ارائه دهد» خواند. اندرو رینر از گیم اینفورمر آن را «سرگرمی در بهترین حالت خود» نامید و میگل لوپز از گیم‌اسپای نوشت که به او یادآوری می‌کند که چرا بازی می‌کند: «رهایی از محدودیت‌های واقعیت و کشف دنیاهای زنده و تنفس».
چندین منتقد به مقایسه دنیای سن آندریاس نسبت به پیشینیان و ستایش توجه به جزئیات در حوزه‌ها و شخصیت‌های آن پرداختند. جرمی دانهام از آی‌جی‌ان تفاوت‌های آب‌وهوای هر شهر را به عنوان نکته برجسته ذکر کرد. جرمی پریش از 1Up.com آن را «کامل‌ترین، پیچیده‌ترین و دقیق‌ترین محیطی که تا به حال برای یک بازی ساخته شده است» توصیف نموده و پیچیدگی‌های سیستم آزادراه و پویایی اجتماعی را ستایش کرد. لوپز از گیم‌اسپای تقلید دقیق بازی از ساحل غربی آمریکا را ستود. منتقدان گرافیک را نسبت به وایس سیتی، به ویژه در مورد انیمیشن‌ها، شاخ و برگ، نور و جلوه‌های آب‌وهوا بهبودیافته توصیف کردند. کریس سل از PALGN آن را «یکی از جذاب‌ترین بازی‌های بصری تاکنون» نامید. انتقادات بیشتر به مسائل فنی بازی معطوف شد. چندین منتقد با پاپ آپ و نرخ فریم ناپایدار مواجه شدند. برخی احساس کردند که بازی سخت‌افزار پلی‌استیشن ۲ را به حد غایی خود رسانده است.
رینر از گیم اینفورمر گیم‌پلی را نسبت به عناوین سابق پیشرفت چشمگیری در نظر گرفت. داوکینز از پی‌اس‌ام۲ دریافت که این ماموریت‌ها به ندرت تکراری بوده و دشواری‌ها را با کمدی ترکیب می‌کند. جو دادسون از گیم‌رولوشن آزادی ارائه شده به بازیکنان را ستود، در حالی که پریش از 1Up.com احساس می‌کرد بداهه بازی‌های قبلی حذف شده است و دان از الکترونیک گیمینگ مانثلی فکر می‌کرد که بازی می‌توانست از مسیرهای منشعب بهره‌مند شود. چارلز هرولد از نیویورک تایمز دریافت که ساختار بازی لذت بردن از ماموریت‌های آن را کاهش داده است و بازیکنان را مجبور می‌کند مسافت‌های طولانی را رانندگی کنند و در صورت شکست، سکانس‌های گسترده را دوباره پخش کنند، شکایتی که توسط دیگران تکرار شد. برخی از بازبینان هدف‌گیری رزمی را مورد انتقاد قرار دادند (اگرچه به سودمندی هدف‌گیری خودکار اذعان داشتند) همچنین کنترل‌های پرواز، مسابقه، ماشین آرسی و مینی‌گیم‌ها نیز مورد انتقاد قرار گرفتند. افزودن عناصر نقش‌آفرینی به‌دلیل سادگی، ظرافت و اثربخشی آن مورد ستایش قرار گرفت، اگرچه پریش از 1Up.com پیش‌نیازهای آماری برخی از ماموریت‌ها را محکوم کرد.
بسیاری از منتقدان روایت سریال را بهترین روایت تا به حال دانستند. کریستن رید از یوروگیمر آن را به تمرکز آن بر دیالوگ و صحنه‌پردازی، چه در داخل و چه خارج از کات سین، نسبت داد. مت میلر از گیم اینفورمر، از تمسخر روایت فرهنگ مدرن لذت برد. برخی از منتقدان داستان را با فیلم‌های هالیوود و فرهنگ‌های مردمی مشابه مقایسه کردند. داوکینز از پی‌اس‌ام۲ احساس کرد که داستان بازی «فراتر از آثار جمع‌آوری‌شده» فیلم‌سازان جری بروکهایمر و دن سیمپسون است. منتقدان بازی‌های بازیگران، به‌ویژه بازی یانگ مای لای، ساموئل ال جکسون، جیمز وودز و دیوید کراس را تحسین کردند. جان دیویسون از مجله رسمی پلی‌استیشن ایالات متحده، سی‌جی را به دلیل شخصیت لایه‌ای و رفتار واقع‌گرایانه‌اش «احتمالاً یکی از توسعه‌یافته‌ترین و باورپذیرترین شخصیت‌های بازی ویدیویی» می‌داند. پریش از 1Up.com موافق آن بود، اما احساس کرد که ماهیت مهربان سی‌جی باعث شده است که اقدامات او در بازی کمتر قابل باور باشد؛ مشکلی که ممکن است از طریق یک روایت منشعب شده دور زده شود.
برخی از منتقدان و محققان از این بازی به دلیل تداوم کلیشه‌های نژادی انتقاد کردند. استر ایورم از  سیینگ بلک سریال را به دلیل «اعتبار بخشیدن به یک کاریکاتور پذیرفته شده» به جای آموزش احترام و مدارا محکوم کرد. دین چان احساس کرد که شخصیت اصلی سریال از تامی (یک ایتالیایی-آمریکایی) به سی‌جی (یک آمریکایی آفریقایی‌تبار) تغییر می‌کند، بدون اینکه کهن‌الگوها را واژگون کند؛ از همین رو آن را «در آسیب‌شناسی و بت‌شناسی نژاد» شریک ساخت.: ۲۵  پل بارت دریافت که بازی بی‌اعتنایی و بافت‌زدایی از ساختارهای نژادپرستی نهادی نشان می‌دهد که «مشکلاتی که آمریکایی‌های آفریقایی‌تبار تجربه می‌کنند ناشی از شکست فردی است»، که با این مفهوم تقویت شده است که بازیکنان سفیدپوست به‌سادگی می‌توانند «هویت سیاه» را تجربه کنند.: ۱۱۴  یک مطالعه از سوی بازی و فرهنگ نشان داد که گروه‌های جوان «تصاویر و محتوای بازی‌ها را منفعلانه دریافت نمی‌کنند»: بازیکنان سفیدپوست دربارهٔ کلیشه‌های نژادی آن ابراز نگرانی کردند، در حالی که بازیکنان آفریقایی آمریکایی از آن «به عنوان چارچوبی برای بحث در مورد نژادپرستی سازمانی» استفاده کردند.: ۲۶۴، ۲۷۹  راشل هاچینسون سن آندریاس را «بازتابی انتقادی در مورد درگیری نژادی در آمریکا» می‌دانست و دریافت که چندین انتقاد به جای کل داستان، بر اساس بازدیدهای محدود است.: ۱۷۴–۱۷۵  کوتاکو معتقد بود برخی از تعاملات درون بازی را می‌توان به عنوان فقدان نژادپرستی به تصویر کشید، مانند شخصیت‌هایی که بدون تعدیل واژگان یا اظهارنظر در مورد دیگران صحبت می‌کنند. پریش از 1Up.com ارجاعات به حمله به رادنی کینگ و نگارش پیچیده پرداختن به نژاد در جنوب مرکزی لس آنجلس را ستود. دیوید جی لئونارد احساس می‌کرد که سیاستمداران و قانون‌گذاران بیشتر نگران محتوای خشونت‌آمیز و جنسی بازی هستند تا کلیشه‌های نژادی آن.: ۲۶۸ 

#### نسخه‌های ویندوز و ایکس‌باکس
| گردآورنده | امتیاز      | امتیاز  |
| گردآورنده | رایانه شخصی | اکس‌باکس |
| --------- | ----------- | ------- |
| متاکریتیک | ۹۳/۱۰۰      | ۹۳/۱۰۰  |

| ناشر     | امتیاز      | امتیاز  |
| ناشر     | رایانه شخصی | اکس‌باکس |
| -------- | ----------- | ------- |
| گیم‌پرو   | ۴٫۵/۵       | ۴٫۵/۵   |
| گیم‌اسپات | ۹/۱۰        | ۹٫۲/۱۰  |
| گیم‌اسپای | ۵/۵         | ۵/۵     |
| گیم‌زون   | ۹٫۲/۱۰      | ۹٫۶/۱۰  |
| آی‌جی‌ان   | ۹٫۳/۱۰      | ۹٫۵/۱۰  |
| پال‌جی‌ان  | ۹/۱۰        | ۸٫۵/۱۰  |

طبق گفته متاکریتیک، نسخهٔ ژوئن ۲۰۰۵ سن آندریاس برای ویندوز و ایکس‌باکس «تحسین جهانی» دریافت کرد. این دومین بازی ویندوزی برتر ویندوزی در سال ۲۰۰۵ پس از تمدن ۴، و سومین بازی ایکس‌باکس، پس از نینجا گایدن و اسپلینتر سل تام کلنسی: نظریه آشوب بود.
مت کلر از PALGN نسخهٔ ویندوز را بهترین نسخهٔ بازی دانست. بازبینان گرافیک بهبود یافته را تحسین کردند، به‌ویژه بافت‌ها و مدل‌های دقیق، فاصله ترسیم بالاتر، نرخ فریم بهبود یافته، زمان بارگذاری کمتر و ضد آلیاسینگ؛ هرچند برخی گرافیک را برای پلت‌فرم، قدیمی در نظر گرفتند. کلر از PALGN دریافت که افزایش تراکم جمعیت باعث بهبود جو کلی جهان شده است.  کنترل‌های ماوس و صفحه‌کلید معمولاً به‌عنوان پیشرفتی نسبت به نسخه‌های کنسول و پورت‌های ویندوز قبلی سری، به‌ویژه در طول گیم‌پلی مبارزه، تحسین می‌شدند. پاسخ به کنترل‌های رانندگی و نقشه‌برداری صفحه کلید مختلط بود. رادیوی سفارشی، بسته‌بندی فیزیکی و کتابچه راهنمای کاربر نیز مورد ستایش قرار گرفتند.برخی از منتقدان از عدم تغییر در ساختار مأموریت ابراز تاسف کردند و برخی با مشکلات فنی مانند جهش‌های ناگهانی و لگ عمده مواجه شدند.
ادواردو زکاریاس از گیم‌زون، نسخهٔ ایکس‌باکس را «نسخه قطعی بازی» نامید، و ویل تاتل از گیم‌اسپای آن را بهتر از نسخهٔ اصلی دانست. چندین منتقد دارایی‌ها، بازتاب‌ها، سایه‌ها و زمان‌های بارگذاری بهبودیافته و همچنین اضافه‌شدن یک ایستگاه رادیویی سفارشی و حالت پخش مجدد ویدئو را ستایش کردند؛ اگرچه تاتل از گیم‌اسپای احساس می‌کرد که دومی بدون توانایی ذخیره ویدیوها بی‌معنی است. برخی از منتقدان فکر می‌کردند که کنترل‌ها نسبت به نسخه اصلی بهبود نیافته‌اند و برخی دیگر آن را کاهش‌دهنده می‌دانستند؛ اگرچه جف گرستمن از گیم‌اسپات از محرک‌های آنالوگ کنترلر ایکس باکس هنگام رانندگی قدردانی کرد. برخی از مشکلات فنی گه‌گاه ادامه داشت، از جمله پاپ آپ، نرخ فریم ناسازگار، و الایزینگ ضعیف. همچنین برخی از منتقدان از عدم بهبود گرافیکی قابل توجه ابراز تاسف کردند.

#### نسخهٔ موبایل
| گردآورنده | امتیاز |
| --------- | ------ |
| متاکریتیک | ۸۴/۱۰۰ |

| ناشر          | امتیاز |
| ------------- | ------ |
| آی‌جی‌ان        | ۸٫۳/۱۰ |
| پاکت گیمر     | ۴٫۵/۵  |
| TouchArcade   | ۵/۵    |
| دیجیتال اسپای | ۳/۵    |

نسخهٔ موبایل سن آندریاس به‌گفته متاکریتیک، نقدهای «به‌طور کلی مطلوب» دریافت کرد. الی هوداپ از تاچ‌آرکید آن را «بهترین بازی تا به حال» می‌دانست، در حالی که اسکات نیکولز از دیجیتال اسپای معتقد بود که این «به راحتی بدترین راه برای تجربه» بازی است و فقط به بازیکنانی که سخت‌افزار موبایل جدیدتری دارند توصیه می‌کند این بازی را برای خرید در نظر بگیرند. قیمت ۶٫۹۹ دلار آمریکا مورد ستایش قرار گرفت.
بازبینان پیشرفت‌های گرافیکی پورت را ستایش کردند، از جمله افزایش فاصله ترسیم، بهبود نرخ فریم و زمان بارگذاری، و مدل‌ها، انعکاس‌ها، سایه‌ها و نور بهبود یافته؛ اگرچه لیف جانسون از آی‌جی‌ان دریافت که بافت‌ها قدیمی مانندند و برخی از منتقدان با مسائل فنی مانند پاپ آپ مواجه شدند. نیکولز از دیجیتال اسپای افزودن چک‌پوینت میانی را ستود و هوداپ از تاچ‌آرکید دریافت که ذخیره‌سازی ابری بهترین ویژگی پورت است. پاسخ‌ها به عملگرها عموماً مثبت بود و نسبت به پورت‌های موبایل قبلی این سری بهبود یافته بود، اگرچه منتقدان موافق بودند که بازی با یک کنترل‌کننده تجربه را بهبود می‌بخشد و نسخه‌های اصلی را بهتر تقلید می‌کند.

### جوایز
سن آندریاس چهار نامزدی از پنج نامزدی خود را در جوایز بازی ویدیویی اسپایک برد، از جمله بازی سال، بهترین بازی اکشن و بهترین اجرای مرد برای جکسون در نقش تنپنی. این بازی همچنین چهار نامزدی در جوایز بازی‌های آکادمی بریتانیا و پنج نامزدی در جوایز انتخاب برنامه‌نویسان بازی دریافت کرد. گاردین ادعا کرد توسعه‌دهندگان در طول مراسم دومی پس از برنده‌نشدن هیچ جایزه‌ای، مراسم را ترک کردند. این بازی برنده پنج جایزه در جوایز جوی استیک طلایی، از جمله بازی نهایی سال و قهرمان و شرور به‌ترتیب برای سی‌جی و تنپنی شد و شش نامزدی در جوایز دستاوردهای تعاملی دریافت کرد، که از این میان موفق به دریافت جایزه برجسته در موسیقی متن و بازی اکشن/ماجراجویی سال کنسول شد.
سن آندریاس توسط گیمزمستر به‌عنوان بهترین بازی سال ۲۰۰۴ و توسط پی‌اس‌ام به‌عنوان دومین بازی برتر سال انتخاب شد. این بازی برنده عناوین بهترین بازی سال پلی‌استیشن ۲ و بهترین بازی درون یک بازی (برای استخر) از الکترونیک گیمینگ مانثلی، بهترین بازی پلی‌استیشن ۲، بهترین بازی اکشن ماجراجویی، بهترین بازیگری صدا، و خنده دارترین بازی از گیم‌اسپات، بهترین بازی اکشن و بهترین داستان پلی‌استیشن ۲ از آی‌جی‌ان و بهترین ارزش تکرار و بهترین صداپیشگی از پی‌اس‌ام شد.
| مراسم                          | تاریخ           | دسته                                                      | نامزد                                                                         | نتیجه    | منبع    |
| ------------------------------ | --------------- | --------------------------------------------------------- | ----------------------------------------------------------------------------- | -------- | ------- |
| جوایز بازی بفتا                | 1 March 2005    | Best Game                                                 | Grand Theft Auto: San Andreas                                                 | نامزدشده | [ ۱۳۸ ] |
| جوایز بازی بفتا                | 1 March 2005    | Action Game                                               | Grand Theft Auto: San Andreas                                                 | نامزدشده | [ ۱۳۸ ] |
| جوایز بازی بفتا                | 1 March 2005    | Animation                                                 | Grand Theft Auto: San Andreas                                                 | نامزدشده | [ ۱۳۸ ] |
| جوایز بازی بفتا                | 1 March 2005    | PS2                                                       | Grand Theft Auto: San Andreas                                                 | نامزدشده | [ ۱۳۸ ] |
| جوایز بازی بفتا                | 1 March 2005    | ساندی تایمز Reader Award for Games                        | Grand Theft Auto: San Andreas                                                 | نامزدشده | [ ۱۳۸ ] |
| جوایز انجمن شبکه صوتی بازی     | ۱۰ مارس ۲۰۰۵    | Best Use of Licensed Music                                | Craig Conner, Tim Sweeney                                                     | برنده    | [ ۱۵۲ ] |
| جوایز انجمن شبکه صوتی بازی     | ۱۰ مارس ۲۰۰۵    | Best Dialogue                                             | دن هوسر                                                                       | برنده    | [ ۱۵۲ ] |
| جوایز انتخاب توسعه‌دهندگان بازی | ۹ مارس ۲۰۰۵     | Best Game                                                 | Grand Theft Auto: San Andreas                                                 | نامزدشده | [ ۱۳۹ ] |
| جوایز انتخاب توسعه‌دهندگان بازی | ۹ مارس ۲۰۰۵     | Excellence in Audio                                       | Craig Conner, Allan Walker                                                    | نامزدشده | [ ۱۳۹ ] |
| جوایز انتخاب توسعه‌دهندگان بازی | ۹ مارس ۲۰۰۵     | Game Design                                               | لسلی بنزیه، Adam Fowler, Aaron Garbut, سم هوسر، Alexander Roger, Obbe Vermeij | نامزدشده | [ ۱۳۹ ] |
| جوایز انتخاب توسعه‌دهندگان بازی | ۹ مارس ۲۰۰۵     | Writing                                                   | دن هوسر، James Worrall                                                        | نامزدشده | [ ۱۳۹ ] |
| جوایز گلدن جوی‌استیک            | ۵ نوامبر ۲۰۰۴   | Most Wanted Game for Xmas                                 | Grand Theft Auto: San Andreas                                                 | برنده    | [ ۱۵۳ ] |
| جوایز گلدن جوی‌استیک            | ۴ نوامبر ۲۰۰۵   | ناتس's Ultimate Game of the Year                          | Grand Theft Auto: San Andreas                                                 | برنده    | [ ۱۴۱ ] |
| جوایز گلدن جوی‌استیک            | ۴ نوامبر ۲۰۰۵   | PlayStation 2 Game of the Year                            | Grand Theft Auto: San Andreas                                                 | برنده    | [ ۱۴۱ ] |
| جوایز گلدن جوی‌استیک            | ۴ نوامبر ۲۰۰۵   | Best Game Soundtrack of 2005                              | Grand Theft Auto: San Andreas                                                 | برنده    | [ ۱۴۱ ] |
| جوایز گلدن جوی‌استیک            | ۴ نوامبر ۲۰۰۵   | Hero of 2005                                              | کارل جانسون                                                                   | برنده    | [ ۱۴۱ ] |
| جوایز گلدن جوی‌استیک            | ۴ نوامبر ۲۰۰۵   | Villain of 2005                                           | Officer Tenpenny                                                              | برنده    | [ ۱۴۱ ] |
| G-Phoria                       | ۲۹ ژوئیه ۲۰۰۵   | Best Licensed Soundtrack                                  | Grand Theft Auto: San Andreas                                                 | برنده    | [ ۱۵۴ ] |
| G-Phoria                       | ۲۹ ژوئیه ۲۰۰۵   | Game of the Year                                          | Grand Theft Auto: San Andreas                                                 | نامزدشده | [ ۱۵۵ ] |
| G-Phoria                       | ۲۹ ژوئیه ۲۰۰۵   | Best Action Game                                          | Grand Theft Auto: San Andreas                                                 | نامزدشده | [ ۱۵۵ ] |
| G-Phoria                       | ۲۹ ژوئیه ۲۰۰۵   | Best Voice Performance – Male                             | ساموئل ال. جکسون                                                              | نامزدشده | [ ۱۵۵ ] |
| G-Phoria                       | ۲۹ ژوئیه ۲۰۰۵   | Best Voice Performance – Male                             | یانگ مای لای                                                                  | نامزدشده | [ ۱۵۵ ] |
| G-Phoria                       | ۲۹ ژوئیه ۲۰۰۵   | Favorite Character                                        | کارل جانسون                                                                   | نامزدشده | [ ۱۵۵ ] |
| جوایز دی.آی.سی.ای.             | 1 February 2005 | Console Action/Adventure Game of the Year                 | Grand Theft Auto: San Andreas                                                 | برنده    | [ ۱۴۲ ] |
| جوایز دی.آی.سی.ای.             | 1 February 2005 | Outstanding Achievement in Soundtrack                     | Grand Theft Auto: San Andreas                                                 | برنده    | [ ۱۴۲ ] |
| جوایز دی.آی.سی.ای.             | 1 February 2005 | Game of the Year                                          | Grand Theft Auto: San Andreas                                                 | نامزدشده | [ ۱۴۲ ] |
| جوایز دی.آی.سی.ای.             | 1 February 2005 | Console Game of the Year                                  | Grand Theft Auto: San Andreas                                                 | نامزدشده | [ ۱۴۲ ] |
| جوایز دی.آی.سی.ای.             | 1 February 2005 | جایزه دی.آی.سی.ای. برای دستاوردهای برجسته در طراحی بازی   | Grand Theft Auto: San Andreas                                                 | نامزدشده | [ ۱۴۲ ] |
| جوایز دی.آی.سی.ای.             | 1 February 2005 | Outstanding Achievement in Character or Story Development | Grand Theft Auto: San Andreas                                                 | نامزدشده | [ ۱۴۲ ] |
| جایزه بازی‌های ویدئویی اسپایک   | ۱۴ دسامبر ۲۰۰۴  | Game of the Year                                          | Grand Theft Auto: San Andreas                                                 | برنده    | [ ۱۳۷ ] |
| جایزه بازی‌های ویدئویی اسپایک   | ۱۴ دسامبر ۲۰۰۴  | Best Performance by a Human Male                          | ساموئل ال. جکسون as Frank Tenpenny                                            | برنده    | [ ۱۳۷ ] |
| جایزه بازی‌های ویدئویی اسپایک   | ۱۴ دسامبر ۲۰۰۴  | Best Action Game                                          | Grand Theft Auto: San Andreas                                                 | برنده    | [ ۱۳۷ ] |
| جایزه بازی‌های ویدئویی اسپایک   | ۱۴ دسامبر ۲۰۰۴  | Best Soundtrack                                           | Grand Theft Auto: San Andreas                                                 | برنده    | [ ۱۳۷ ] |
| جایزه بازی‌های ویدئویی اسپایک   | ۱۴ دسامبر ۲۰۰۴  | Designer of the Year                                      | سم هوسر and راک‌استار نورث                                                     | نامزدشده | [ ۱۵۶ ] |

## فروش
در هفته اول انتشار، ۴٫۵ میلیون نسخه از اتومبیل‌دزدی بزرگ: سن آندریاس به‌فروش رسید که ۴۵٪ بیشتر از وایس سیتی بود. در ایالات متحده، در عرض شش روز ۲٫۰۶ میلیون نسخه از بازی فروخته شد و درآمد ۲۳۵ میلیون دلاری در هفته اول به دست آورد. بازی در ماه نوامبر ۱٫۵ میلیون نسخه و در در مجموع ۳٫۶ میلیون نسخه فروخت. تحلیلگران خاطرنشان کردند که این بازی در کنار هیلو ۲، صنعت را به‌جای کاهش ۲۱ درصدی، به رشد سالانه ۱۱ درصدی سوق داد. در بریتانیا، در عرض دو روز حدود ۶۷۷٬۰۰۰ نسخه فروخت، درآمدی در حدود ۲۴ میلیون پوند استرلینگ به دست آورد و رکورد بیشترین فروش در آخر هفته را به نام خود ثبت کرد. همچنین بازی در نُه روز اول در بریتانیا بیش از ۱ میلیون نسخه فروخت، ۳۵ میلیون پوند کسب کرد و تبدیل به بازی پرفروش کشور شد. در استرالیا، بازی بیش از ۵۸٬۰۰۰ نسخه در آخر هفته افتتاحیه خود فروخت و یازدهمین بازی پرفروش این کشور شد.
سن آندریاس با ۵٫۱ میلیون نسخه، پرفروش‌ترین بازی سال ۲۰۰۴ در ایالات متحده بود و بیش از ۱٫۷۵ میلیون نسخه از آن در بریتانیا به فروش رسید. این بازی پس از انتشار در ژاپن در صدر جدول قرار گرفت و در هفته اول بیش از ۲۲۷٬۰۰۰ نسخه فروخت. این بازی تا آوریل ۲۰۰۸ با بیش از ۸٫۶ میلیون نسخهٔ به‌فروش رفته، پرفروش‌ترین بازی در ایالات متحده بود؛ و با فروش ۱۷٫۳۳ میلیون نسخه تا سال ۲۰۰۹، پرفروش‌ترین بازی پلی‌استیشن ۲ شناخته شد. فروش جهانی تا مارس ۲۰۰۵ به ۱۲ میلیون نسخه، تا آوریل ۲۰۰۸ به ۲۱٫۵ میلیون نسخه و تا سال ۲۰۱۱ به ۲۷٫۵ میلیون نسخه رسید.

## مناقشهٔ «قهوهٔ داغ»
تیم توسعه به‌طور برنامه‌ریزی‌شده، برهنگی و محتوای جنسی را برای برآورده کردن شرایط لازم برای رتبه‌بندی «بالغ» از هیئت رتبه‌بندی نرم‌افزار سرگرمی (ئی‌اس‌آربی) کاهش داد. آنها به جای حذف محتوا، آن را برای بازیکنان غیرقابل دسترس کردند. مودسازان کد را در نسخه پلی‌استیشن ۲ کشف کردند، و پاتریک ویلدنبرگ، مودساز، نحوه فعال کردن کد را پس از انتشار ویندوز پیدا کرد. او این کد اصلاح‌شده را به‌صورت آنلاین تحت نام «قهوه داغ» پس از تعبیری که در بازی به کار می‌رفت، منتشر کرد و در عرض چهار هفته بیش از یک میلیون بار دانلود شد. کشف «قهوه داغ» منجر به واکنش حقوقی برای راک‌استار و تیک-تو شد. هر دو عمدتاً در این مورد سکوت کردند.: ۲۰۳–۲۰۸  ئی‌اس‌آربی پس از یک تحقیق بازی را مجدداً رتبه‌بندی کرد و به آن رتبهٔ «فقط بزرگسالان» را داد، در حالی که بازی در استرالیا تا حذف محتوای صریح ممنوع بود. راک‌استار و تیک-تو به‌دلیل عدم افشای میزان محتوای گرافیکی موجود، هشداری از کمیسیون فدرال تجارت دریافت کردند، در حالی که یک دادخواهی سنخی ادعا می‌کرد که این شرکت مشتریانی را که معتقد بودند محتوای بازی در امتداد یک قانون قرار دارد را با رتبه‌بندی «بالغ» گمراه کرده است. در نتیجهٔ «قهوه داغ»، ئی‌اس‌آربی جریمه‌ای تا ۱ میلیون دلار آمریکا برای توسعه‌دهندگان بازی‌هایی که نتوانستند میزان محتوای گرافیکی خود را فاش کنند، اعلام کرد.

## میراث
منتقدان موافق بودند که سن آندریاس یکی از مهم‌ترین عناوین بازی‌های ویدئویی نسل ششم کنسول‌ها و از بهترین بازی‌هایی که تاکنون ساخته شده‌اند می‌باشد. راک‌استار با ظهور کنسول‌های نسل هفتم، دنیای خیالی جدیدی را برای این سری ایجاد کرد و بیشتر بر روی واقع گرایی و جزئیات تمرکز کرد. با اتومبیل‌دزدی بزرگ ۴ (۲۰۰۸)، تیم بر افزایش میزان و جزئیات ساختمان‌ها، حذف نقاط مرده و فضاهای نامربوط برای اجازه دادن به «تجربه متمرکزتر» از سن آندریاس تمرکز کرد. تمرکز بر روی واقع گرایی و عمق با اتومبیل‌دزدی بزرگ ۵ (۲۰۱۳) ادامه یافت و تیم توسعه، لوس سانتوس را دوباره طراحی کرد. دن هوسر احساس کرد که سه شهر سن آندریاس از لس آنجلس را محدود کرده است، و انتخاب کرد که در اتومبیل‌دزدی بزرگ ۵ فقط بر لوس سانتوس تمرکز کند. گاربوت احساس کرد که اجرای سن آندریاس از لوس سانتوس به دلیل محدودیت‌های فنی نمی‌تواند به درستی لس آنجلس را به تصویر بکشد، و آن را مانند یک پس‌زمینه یا سطح بازی با عابران پیاده به‌طور تصادفی در حال چرخش به نظر می‌رساند و عملاً آن را یک پرش از نقاط ضعف در توسعهٔ اتومبیل‌دزدی بزرگ ۵ تلقی می‌کند.
چند لحظه از بازی تبدیل به میم‌های اینترنتی رایج شدند؛ مانند سفارش فست فود بیگ اسموک در سال ۲۰۱۶ و یکی از اولین دیالوگ‌های سی‌جی در بازی - «لعنتی، همون داستان همیشگی» - در آوریل ۲۰۱۹. یک مأموریت در اوایل بازی به نام «سمت اشتباه مسیرها» (مأموریت تعقیب قطار و تیراندازی به افراد بالای آن) به‌دلیل دشواری آن قابل توجه بود. دیالوگ بیگ اسموک در هنگام شکست در مأموریت - «تنها کاری که باید می‌کردی این بود که اون قطار لعنتی رو تعقیب کنی» - به‌عنوان یک عبارت نمادین در نظر گرفته شد و بعداً در اتومبیل‌دزدی بزرگ ۵ به آن اشاره شد. مودسازان اغلب سی‌جی را در بازی‌های دیگری مانند دارک سولز (۲۰۱۱)، افسانه زلدا: نفس وحش (۲۰۱۷) و مبارز خیابانی ۶ (۲۰۲۳) وارد می‌کنند.

### پورت‌ها
اتومبیل‌دزدی بزرگ: سن آندریاس برای ویندوز و ایکس‌باکس در ۷ و ۱۰ ژوئن ۲۰۰۵ به ترتیب در آمریکای شمالی و اروپا منتشر شد که از وضوح نمایشگر بالاتر، فاصلهٔ ترسیمی و بافت‌های دقیق‌تر پشتیبانی می‌کند. نسخهٔ ایکس‌باکس در ۲۰ اکتبر ۲۰۰۸ به عنوان بخشی از ایکس‌باکس اورجینال برای ایکس‌باکس ۳۶۰ و نسخهٔ پلی‌استیشن ۲ در ۱۱ دسامبر ۲۰۱۲ به عنوان بخشی از پی‌اس۲ کلاسیکز برای پلی‌استیشن ۳ منتشر شد. نسخهٔ ایکس‌باکس اورجینال به عنوان بخشی از دهمین سالگرد بازی در ۲۶ اکتبر ۲۰۱۴ با نسخهٔ بهبودیافته جایگزین شد که دارای وضوح بالاتر، فاصله ترسیمی پیشرفته، رابط کاربری جدید و دستاوردها بود. نسخهٔ پی‌اس۲ کلاسیکز در ۱ دسامبر ۲۰۱۵ با این نسخه جایگزین شد و نسخهٔ پلی‌استیشن ۲ در ۵ دسامبر برای پلی‌استیشن ۴ منتشر شد.
یک پورت موبایل سن آندریاس که توسط وار درام استودیوز توسعه یافته بود برای دستگاه‌های آی‌اواس در ۱۲ دسامبر ۲۰۱۳، اندروید در ۱۹ دسامبر، ویندوز فون در ۲۷ ژانویه ۲۰۱۴ و فایر اواس در ۱۵ مه ۲۰۱۴ منتشر شد. این پورت دارای گرافیک، سایه‌ها و شخصیت‌ها و مدل‌های خودرو به‌روز شده بود.
سن آندریاس همراه با بازی‌های قدیمی‌تر اتومبیل‌دزدی بزرگ ۳ و وایس سیتی در مجموعه‌ای با عنوان اتومبیل‌دزدی بزرگ: سه‌گانه در آمریکای شمالی برای ایکس‌باکس در ۸ اکتبر ۲۰۰۵، برای پلی‌استیشن ۲ در ۴ دسامبر ۲۰۰۶ و برای مک‌اواس در ۱۲ نوامبر ۲۰۱۰ منتشر شد. نسخهٔ بازسازی‌شدهٔ سه‌گانه با عنوان نسخهٔ نهایی برای نینتندو سوئیچ، پلی‌استیشن ۴، پلی‌استیشن ۵، ویندوز، ایکس‌باکس وان و ایکس‌باکس سری ایکس/اس در ۱۱ نوامبر ۲۰۲۱ و برای اندروید و آی‌اواس در ۱۴ دسامبر ۲۰۲۳ منتشر شد. نسخه‌های موجود این بازی در آماده‌سازی نسخهٔ نهایی از خرده‌فروشی‌های دیجیتال حذف شدند؛ اما بعداً به‌عنوان یک بستهٔ نرم‌افزاری در فروشگاه راک‌اسار بازسازی شدند.
در اکتبر ۲۰۲۱، متا پلتفرمز اعلام کرد که نسخهٔ واقعیت مجازی (وی‌آر) بازی برای کوئست ۲ توسط ویدئو گیمز دیلاکس در دست توسعه است. پس از انتشار متا کوئست ۳ در اکتبر ۲۰۲۳، بازیکنان وضعیت نسخهٔ وی‌آر را زیر سؤال بردند و برخی مشکوک بودند که ممکن است بی‌سروصدا لغو شده باشد. متا گفت که پروژه از آن زمان هیچ به‌روزرسانی‌ای نداشته است.